# シーメンス・ベンチャー
ベンチャー（Venture）は、シーメンスが製造する客車の名称。アメリカ合衆国やカナダといった北アメリカ向けの鉄道車両で、2024年現在、アムトラックを始めとした各地の鉄道事業者への導入が進められている。

## 概要
シーメンスがヨーロッパ向けに展開されている長距離向け客車「ヴィアッジョ・コンフォート（Viaggio Comfort）」を基に開発が実施された、北アメリカ市場向けの客車。各車内には冷暖房双方に対応した空調装置（HVAC）やwi-fiへの対応機器が備わっている。空気ばねを使った台車を用いる事で乗り心地の向上が図られている他、座席間隔を調整する事で座席のリクライニング時に後方の乗客の空間を損なわないよう配慮がなされている。また、幅広の乗降扉（プラグドア）、広い通路、車椅子スペース、バリアフリー対応トイレなど、車内レイアウトは障害を持つアメリカ人法（ADA）にも配慮している。車体設計については安全性を向上させるため、各車両の両端には衝突エネルギー管理（CEM）に基づいたクラッシャブルゾーンが設けられている。設計最高速度は125マイル毎時 (201 km/h)である。

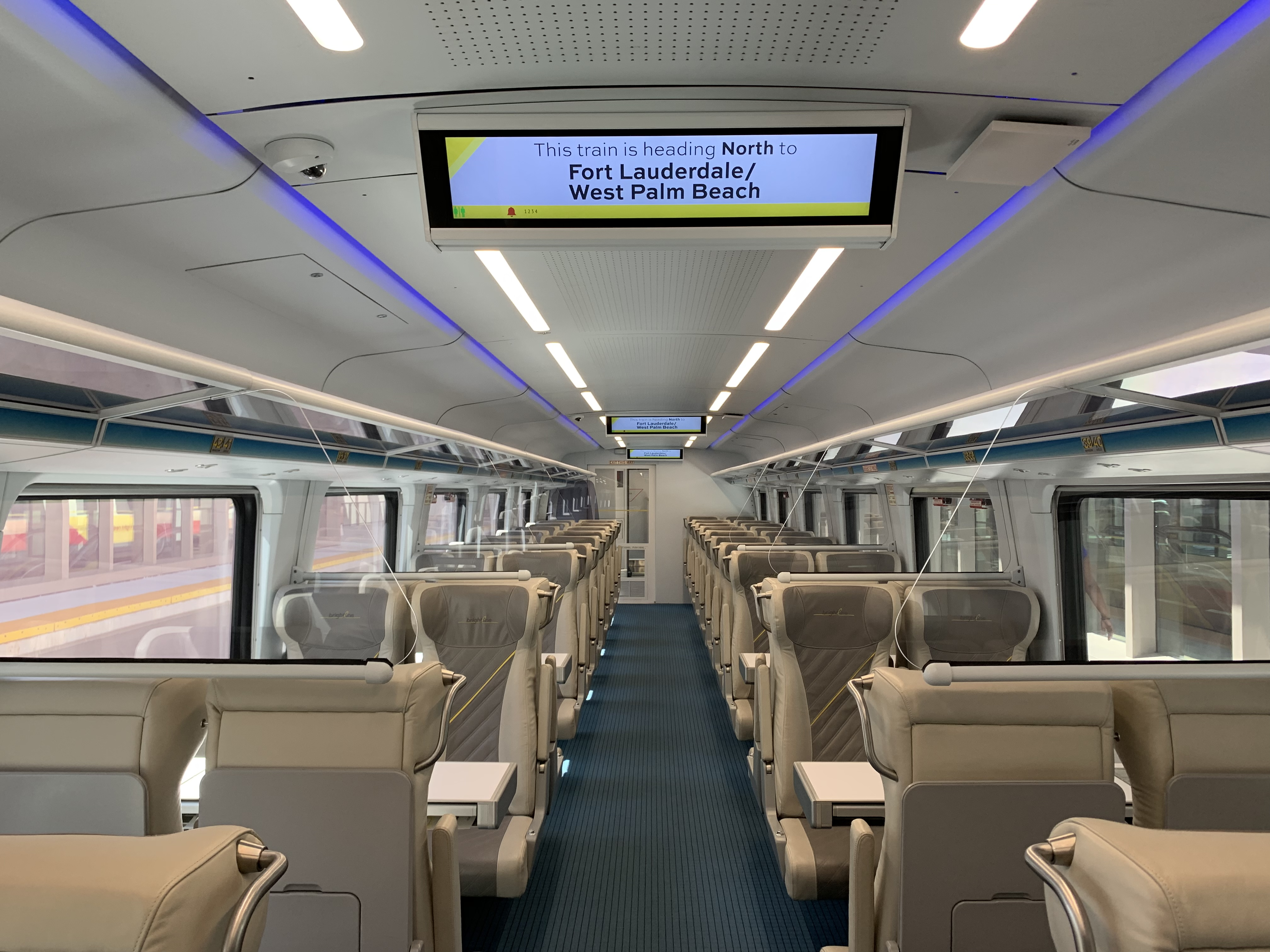
車内（ブライトライン）
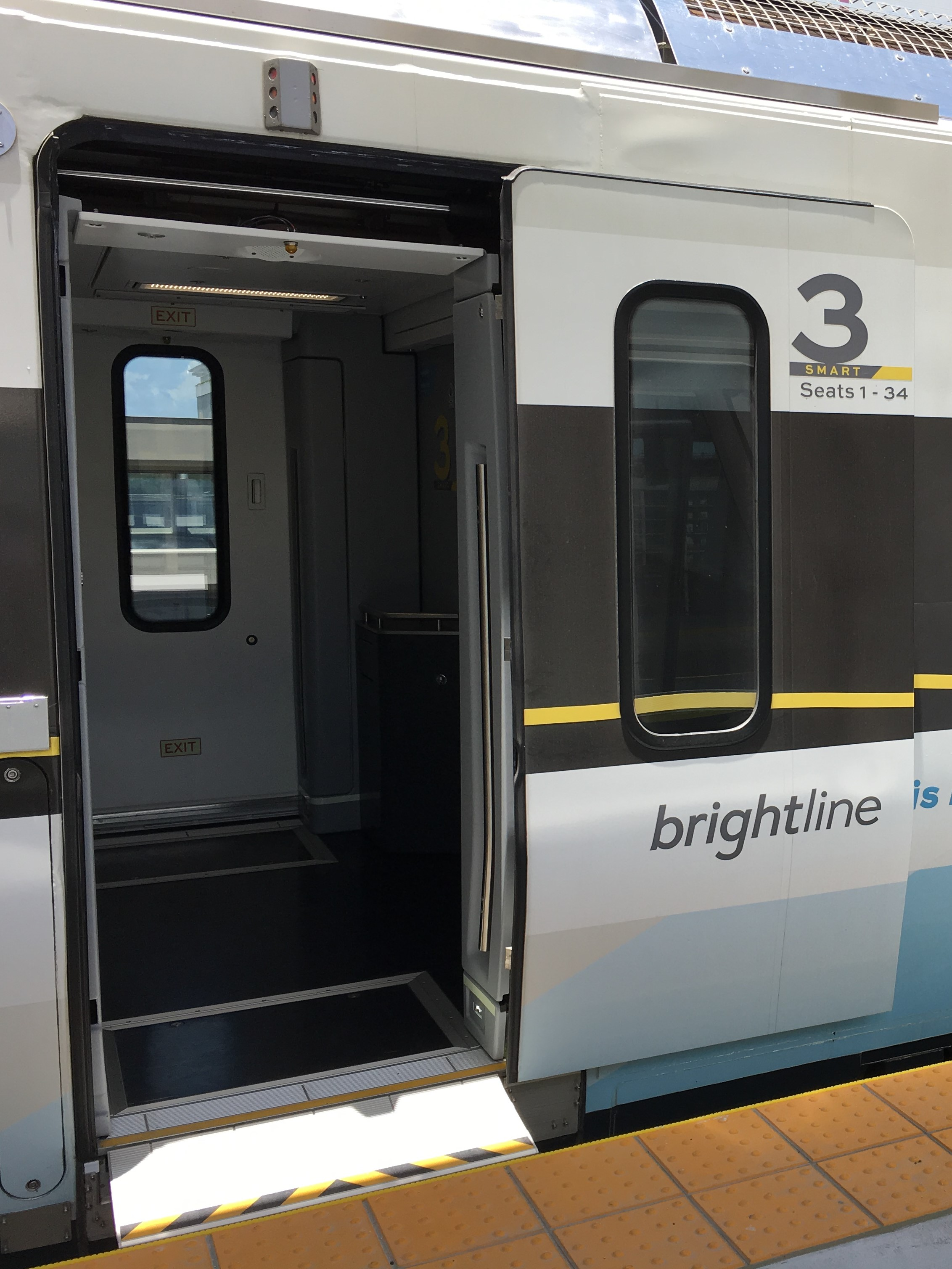
乗降扉（ブライトライン）

「ベンチャー」は顧客の需要に応じて様々な車内レイアウトをする事が出来、シーメンスでは主に以下のような車種を提示している。また、「食堂＋エコノミー座席」といった、2つの用途を組み合わせた合造車の発注も可能である。更に後述するアムトラック向け車両の一部は主電動機や変圧器、制御装置、パンタグラフといった動力装置が設置され（APV）、電化区間で動力が用いられる他、連結される機関車へ電力を供給する構造が採用されている。
- エコノミークラス（Economy、普通車） - 最大定員74人。
- ビジネスクラス（Business、優等車） - 最大定員54人。
- カフェ（Cafe、食堂車） - 車内に厨房を設置。最大座席数44人。
- エコノミークラス制御車（Cab、普通車） - 車体の一方の端に運転台を設置。最大定員62人。

製造に際してはバイ・アメリカ条項（Buy America Act）に基づき、カリフォルニア州のサクラメントに有するシーメンスの工場で製造が実施される他、部品もアメリカ合衆国各地の企業・工場が生産したものを用いる。

## 運用
2024年時点で、「ベンチャー」は以下の事業者への導入が実施、もしくは決定している。そのうち、アムトラックが2026年以降北東回廊やキーストーン回廊などへ導入する予定の83編成については「アイロ（Airo）」と言う名称が付けられている。また、下記の表の「編成数」は連結する機関車を除外した数値である。
| 国名           | 事業者・ブランド名                                    | 両数        | 編成数      | 備考・参考 |
| -------------- | ----------------------------------------------------- | ----------- | ----------- | --- |
| アメリカ合衆国 | アムトラック                                          | 156両(予定) | 6両編成26本 | 「アイロ(Airo)」 最大10両編成まで組成可能 編成内に制御車、動力車（「APV」）を含む 2026年以降導入予定             |
| アメリカ合衆国 | アムトラック                                          | 256両(予定) | 8両編成32本 | 「アイロ(Airo)」 最大10両編成まで組成可能 編成内に制御車、動力車（「APV」）を含む 2026年以降導入予定             |
| アメリカ合衆国 | アムトラック                                          | 102両(予定) | 6両編成17本 | 「アイロ(Airo)」 最大9両編成まで組成可能 編成内に制御車、電源供給用充電池を搭載した車両を含む 2026年以降導入予定 |
| アメリカ合衆国 | アムトラック・カスケーズ (ワシントン州運輸局)         | 48両(予定)  | 6両編成8本  | タルゴ客車の置き換え用 編成内に制御車を含む 2026年以降導入予定                                                   |
| アメリカ合衆国 | アムトラック・ミッドウエスト                          | 97両        | -           | 68両は2両固定編成、26両は単独運用可能な車両、3両は制御車 詳細は「CALIDOT」を参照                                 |
| アメリカ合衆国 | アムトラック・カリフォルニア (カリフォルニア州運輸局) | 49両        | 7両編成7本  | 「サン・ホアキン」用 編成内に制御車を含む 詳細は「CALIDOT」を参照                                                |
| アメリカ合衆国 | ブライトライン                                        | 70両(予定)  | 5両編成10本 | 編成の両端に機関車を連結 2025年以降7両編成(機関車除)へ増結予定                                                   |
| カナダ         | オンタリオ州ノースランド交通委員会                    | 9両(予定)   | 3両編成3本  | 「ノースランダー」用 編成内に制御車を含む                                                                        |
| カナダ         | VIA鉄道                                               | 160両       | 5両編成32本 | 編成内に制御車を含む                                                                                             |

## 関連項目

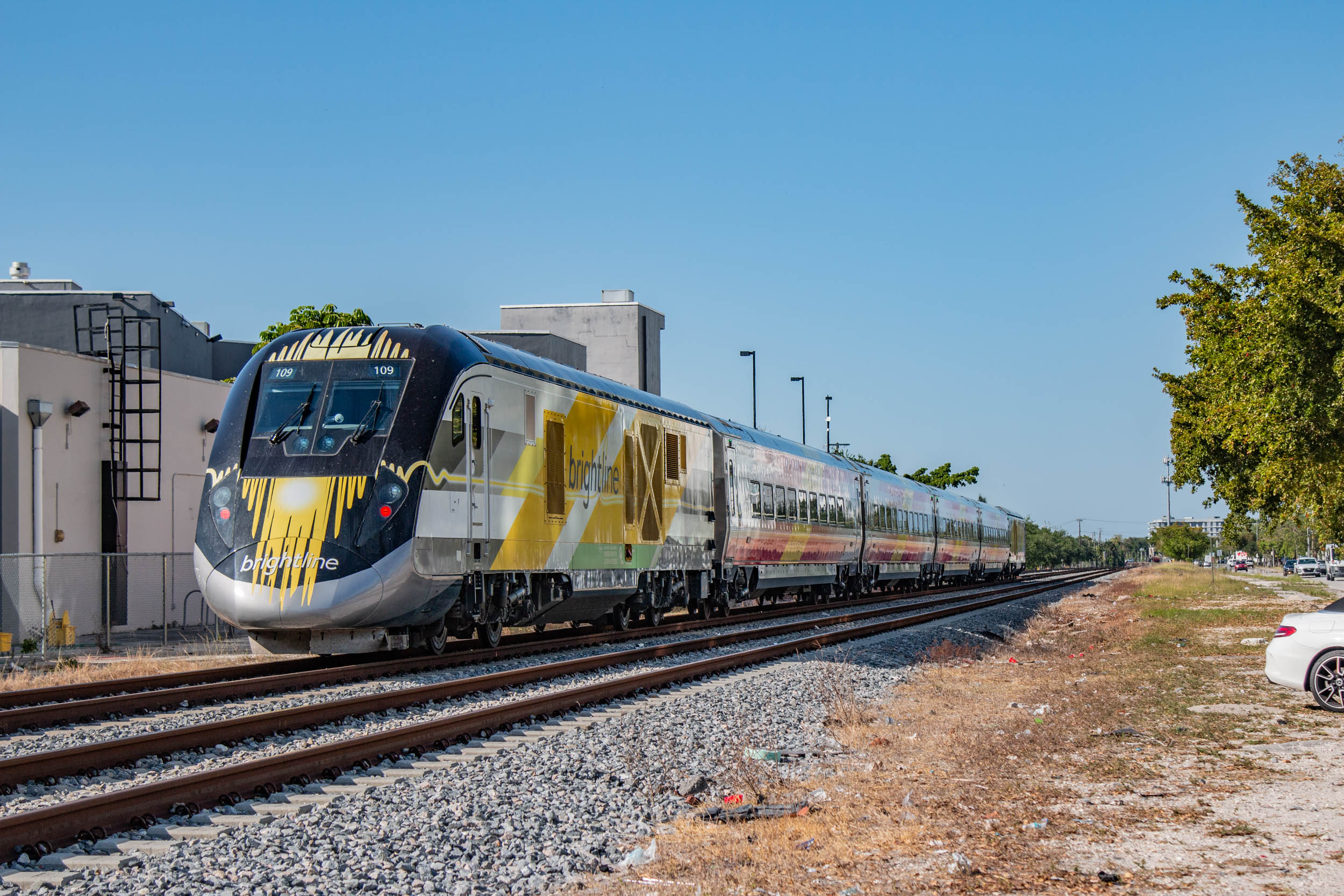
「チャージャー」と「ベンチャー」の固定編成（ブライトライン、2022年撮影）
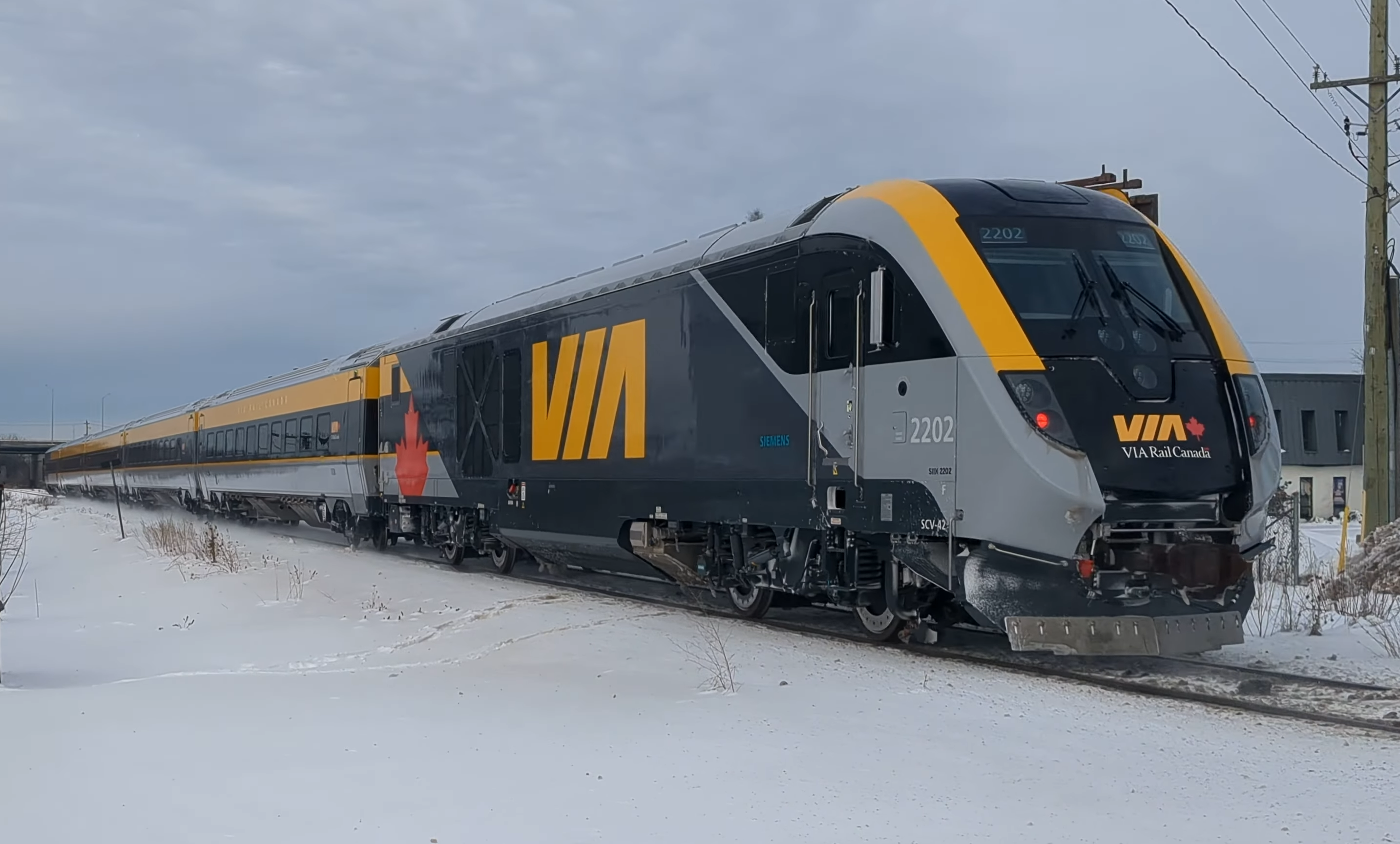
「チャージャー」と「ベンチャー」の固定編成（VIA鉄道、2023年撮影）

## ギャラリー

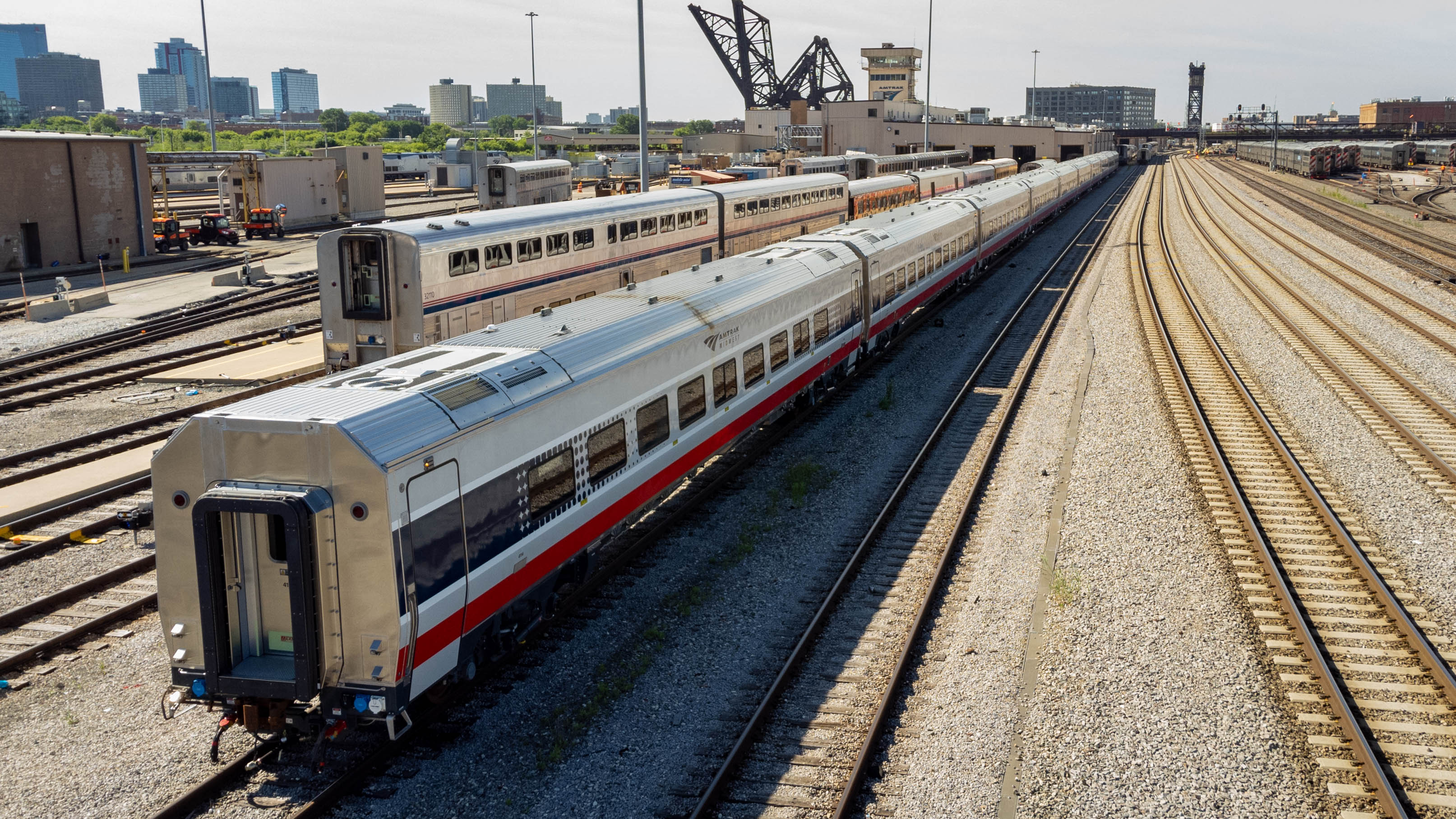
アムトラック・ミッドウエスト （2022年撮影）
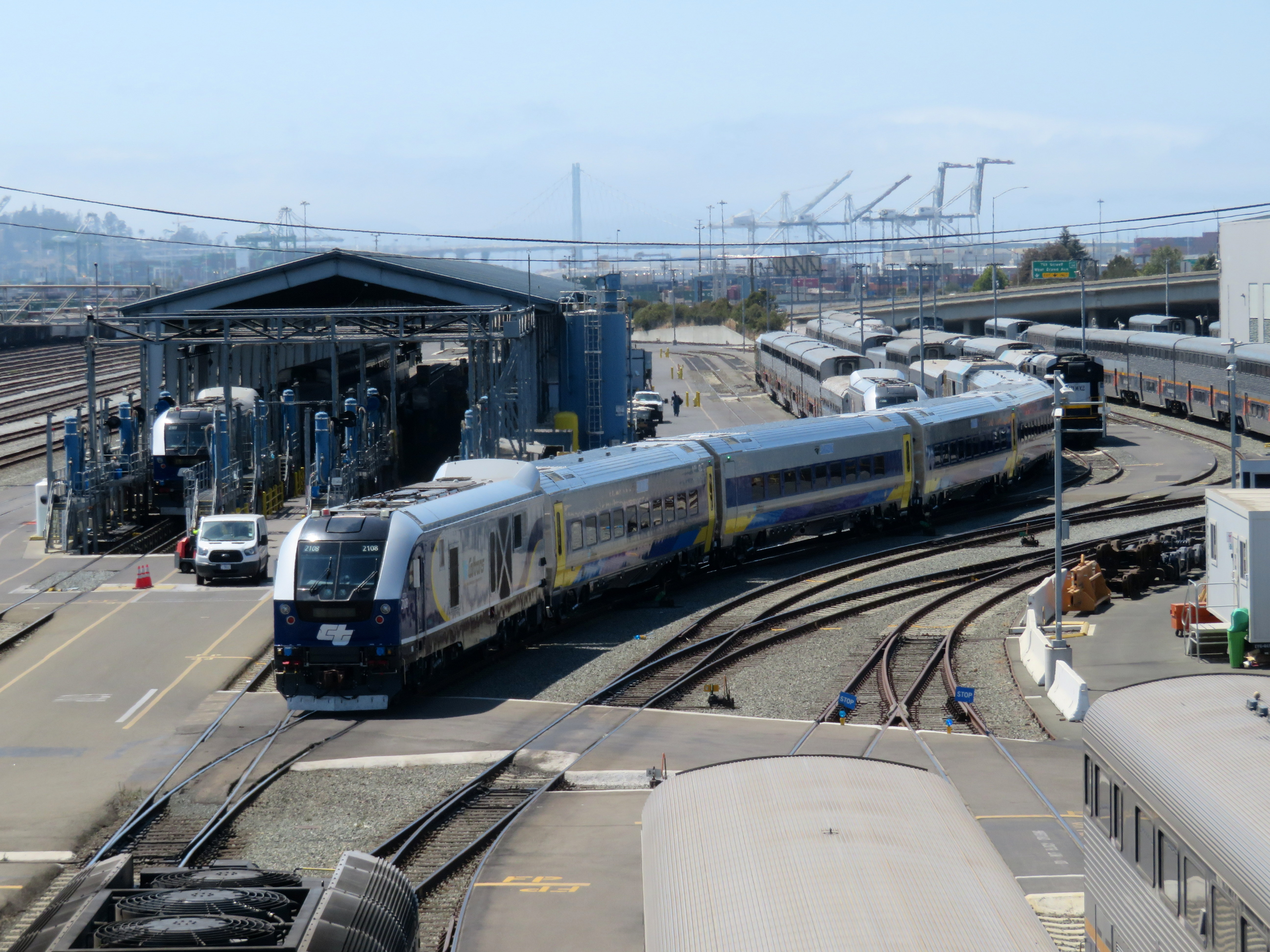
アムトラック・カリフォルニア （2020年撮影）
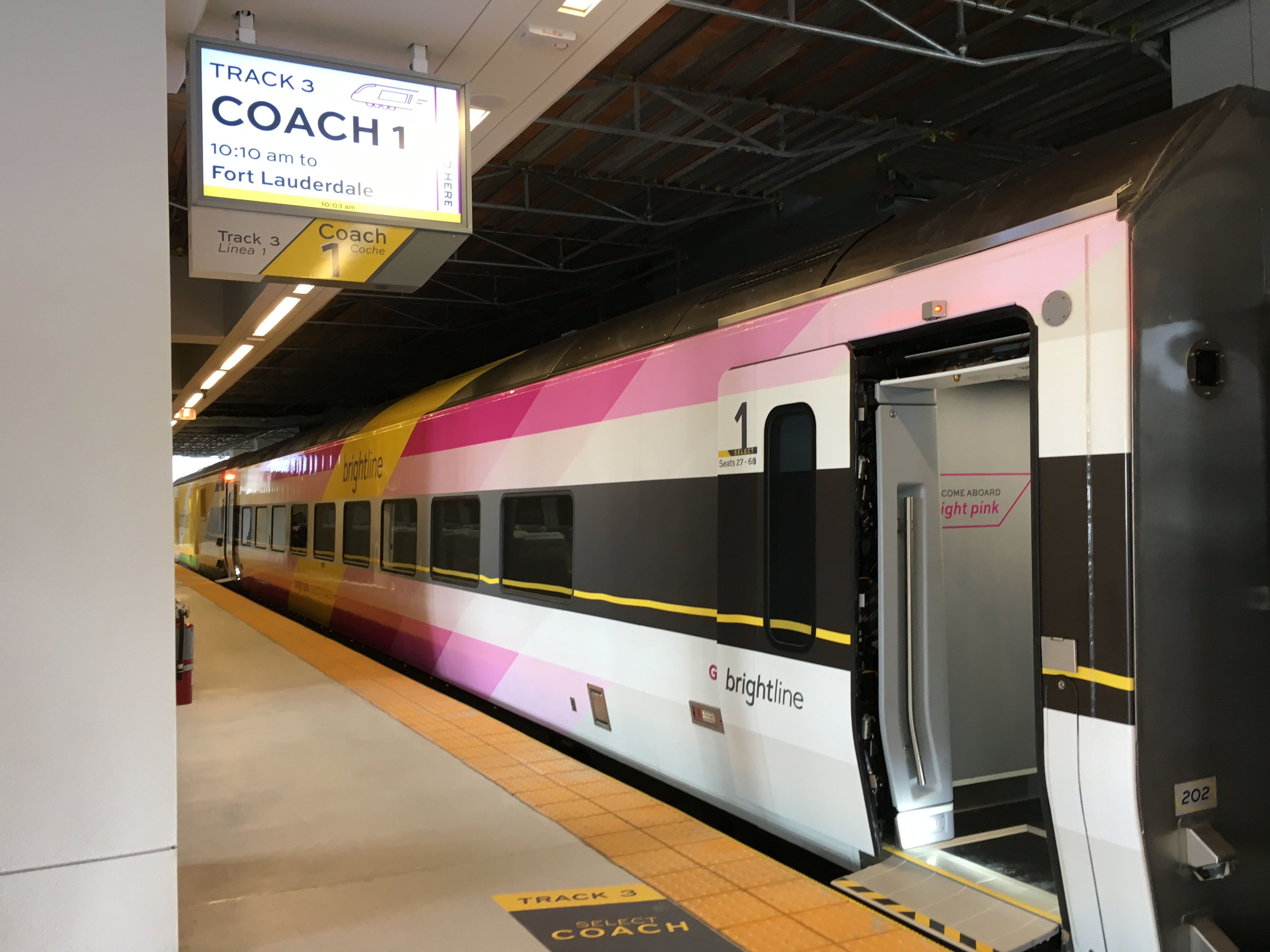
ブライトライン （2018年撮影）
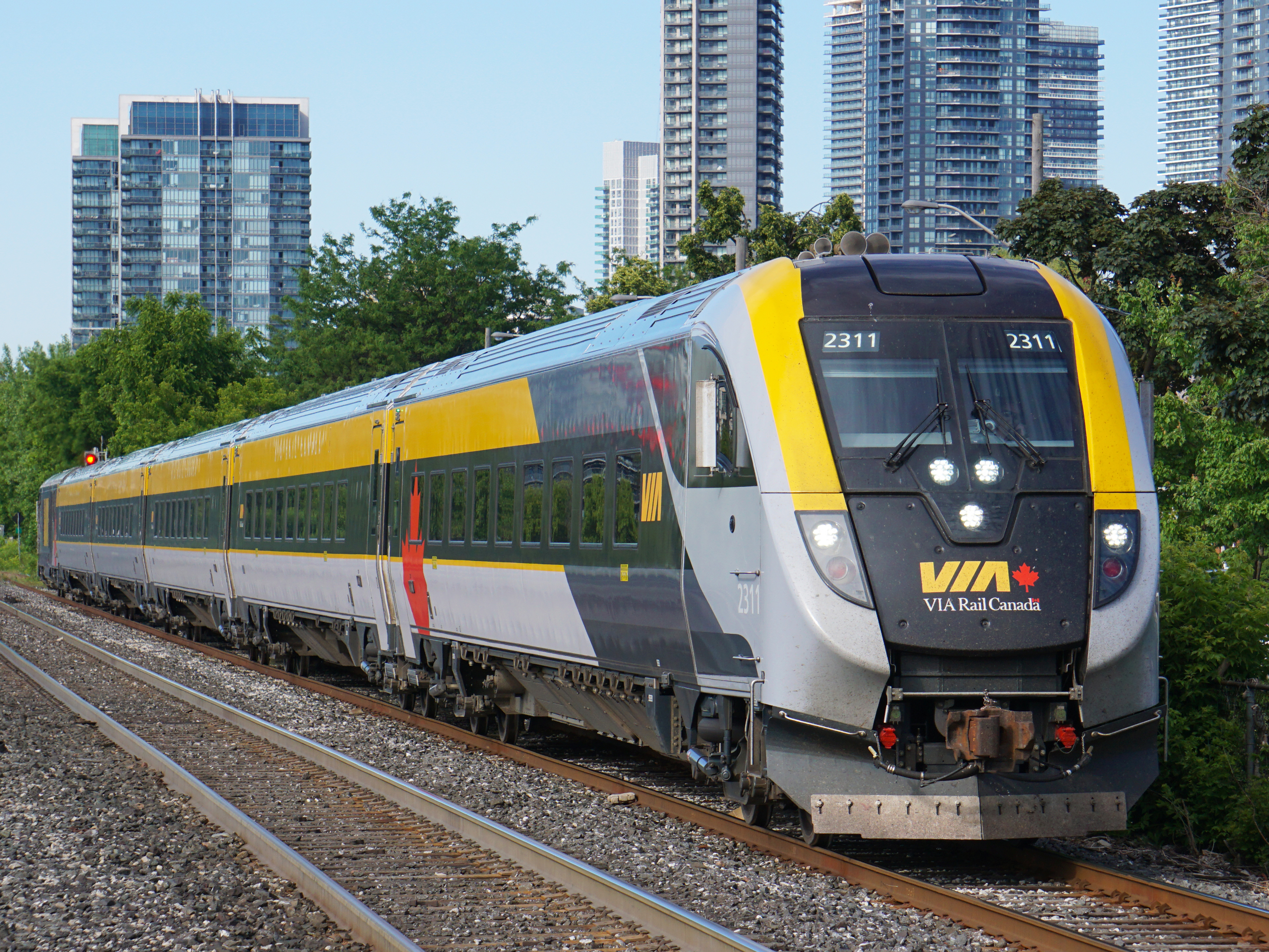
VIA鉄道 （2024年撮影）